# Pierre Lepautre

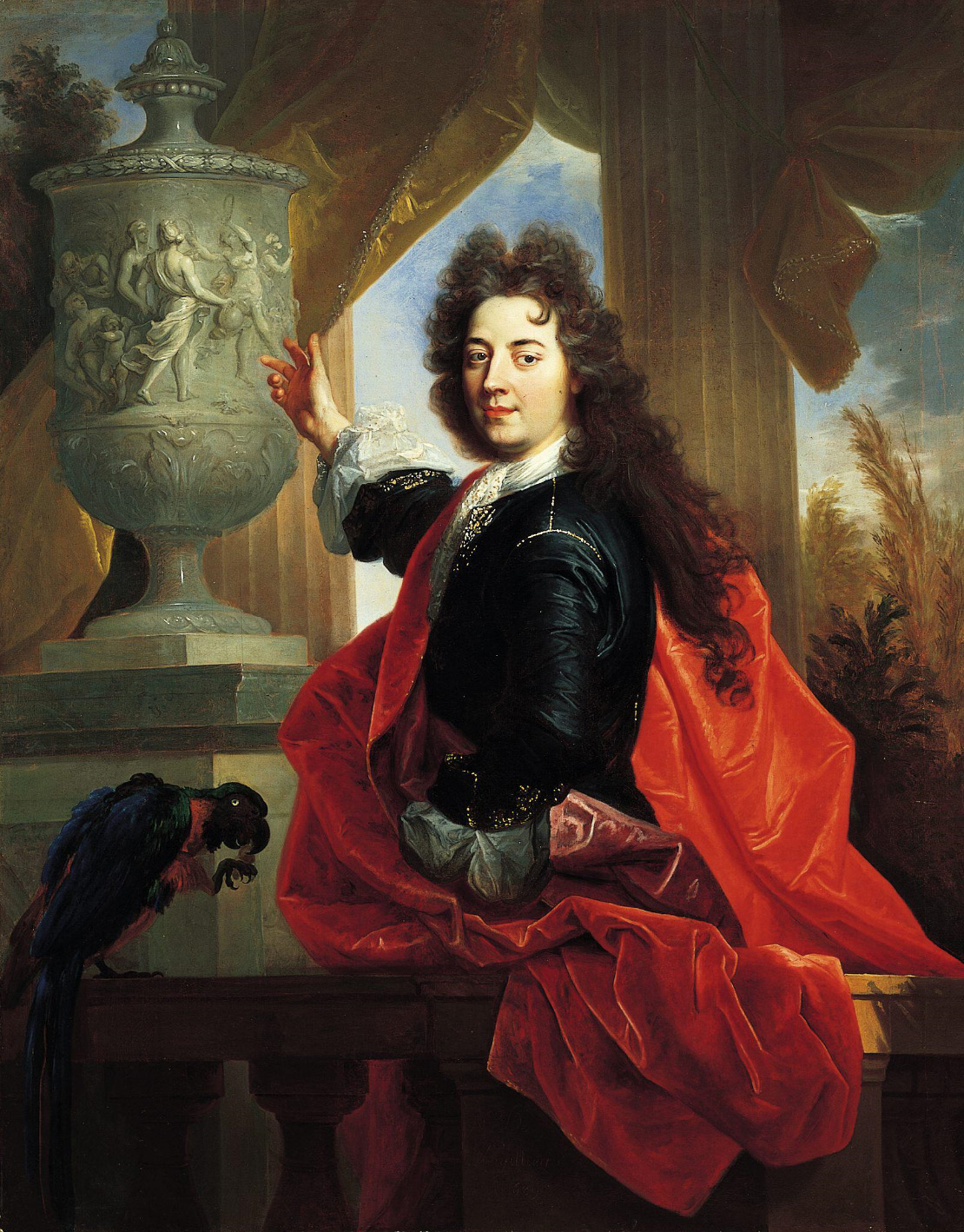
Retrato de Pierre Lepautre, por Nicolas de Largillierre (1689).

Pierre Lepautre (Paris, 4 de março de 1659 - Paris, 22 de janeiro de 1744) foi um escultor e gravurista francês, membro de uma importante família de artistas do século XVII e XVIII.